# Чифлик (Кырджалийская область)
Чифлик (болг. Чифлик) — село в Болгарии. Находится в Кырджалийской области, входит в общину Кырджали. Население составляет 339 человек.

## Политическая ситуация
В местном кметстве Чифлик, в состав которого входит Чифлик, должность кмета (старосты) исполняет Фари Алиев Халимов (Движение за права и свободы (ДПС)) по результатам выборов правления кметства.
Кмет (мэр) общины Кырджали — Хасан Азис (Движение за права и свободы (ДПС)) по результатам выборов в правление общины.